# Listă de filme cu îngeri

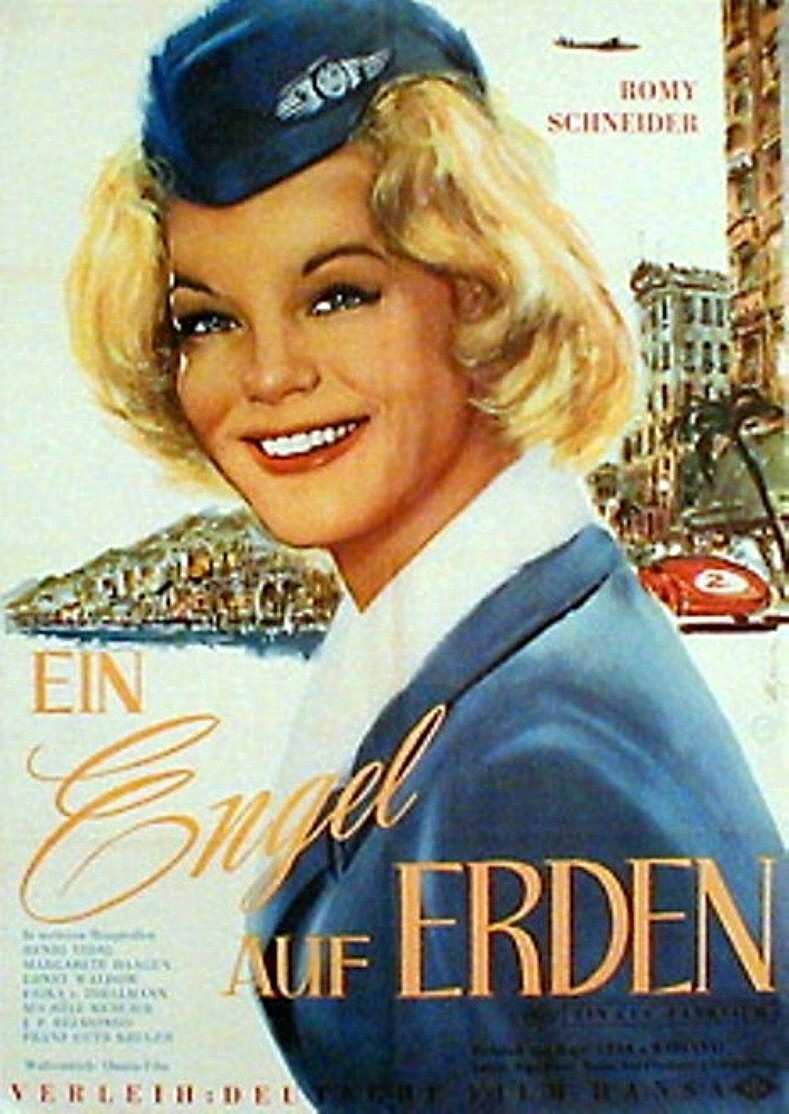
Romy Schneider în rolul principal din Mademoiselle Ange

O listă de filme în care apar îngeri sau îngeri căzuți:

## Îngeri
- The Christmas Angel (1904)
- Gabriel Over the White House (1933)
- Liliom (1934)
- The Passing of the Third Floor Back (1935)
- The Green Pastures (1936)
- Here Comes Mr. Jordan (1941)
- Donald's Decision (1942)
- I Married an Angel (1942)
- A Guy Named Joe (1943)
- Cabin in the Sky (1943)
- Heaven Can Wait (1943)
- That's the Spirit (1945)
- The Horn Blows at Midnight (1945)
- A Matter of Life and Death (1946)
- It's a Wonderful Life (1946)
- Down to Earth (1947)
- Heaven Only Knows (1947)
- The Bishop's Wife (1947)
- The Foxy Duckling (1947)
- Johnny Appleseed (1948)
- For Heavens Sake (1950)
- Angels in the Outfield (1951)
- The Angel Who Pawned Her Harp (1954)
- Carousel (1956)
- Forever, Darling (1956)
- Once Upon a Honeymoon (1956)
- The Story of Mankind (1957)
- The Angel Who Pawned Her Harp (1959)
- The Gospel According to St. Matthew (1964)
- The Bible: In the Beginning... (1966)
- Barbarella (1968)
- Teorema (1968)
- The Angel Levine (1970)
- Willie Mays and the Say-Hey Kid (1972)
- Charley and the Angel (1973)
- The Devil in Miss Jones (1973)
- It Happened One Christmas (1977)
- The Angel and the Woman (1977)
- Heaven Can Wait (1978)
- Oh Heavenly Dog! (1980)
- Christmas Mountain (1981)
- The Angel (1982)
- The Kid with the Broken Halo (1982)
- Stuck on You! (1982)
- Brainstorm (1983)
- Two Of A Kind (1983)
- Hail Mary (1985)
- One Magic Christmas (1985)
- The Heavenly Kid (1985)
- Date with an Angel (1987)
- Made in Heaven (1987)
- Wings of Desire (1987)
- The Last Temptation of Christ (1988)
- All Dogs Go to Heaven (1989)
- Always (1989)
- Chances Are (1989)
- Almost an Angel (1990)
- Clarence (1990)
- Mr Destiny (1990)
- Bill & Ted's Bogus Journey (1991)
- Defending Your Life (1991)
- Faraway, So Close! (1993)
- Heart and Souls (1993)
- Angels in the Outfield (1994)
- It Could Happen to You (1994)
- Les Anges Gardiens (1995)
- All Dogs Go to Heaven 2 (1996)
- Michael (1996)
- The Preacher's Wife (1996)
- Unlikely Angel (1996)
- A Life Less Ordinary (1997)
- Angels in the Endzone (1997)
- An All Dogs Christmas Carol (1998)
- City of Angels (1998)
- The Book of Life (1998)
- My Guardian Debil (1998)
- What Dreams May Come (1998)
- Wide Awake (1998)
- A Season for Miracles (1999)
- Dogma (1999)
- Angels in the Infield (2000)
- Little Nicky (2000)
- The Legend of Bagger Vance (2000)
- A Town Without Christmas (2001)
- Delivering Milo (2001)
- Down to Earth (2001)
- Gabriel & Me (2001)
- Three Days (2001)
- It's a Very Merry Muppet Christmas Movie (2002)
- Finding John Christmas (2003)
- Northfork (2003)
- Angel Wars (2004)
- Christmas at Water's Edge (2004)
- Deuteronomium - Der Tag des jüngsten Gerichts (2004)
- When Angels Come to Town (2004)
- Anděl Páně (2005)
- Angel-A (2005)
- Elizabethtown (2005)[1]
- Mary (2005)
- A Prairie Home Companion (2006)
- Ángeles S.A. (2007)
- Gabriel (2007)
- Hancock (2008)
- Killer Pad (2008)
- Pokémon: Giratina and the Sky Warrior (2008)
- Knowing (2009)
- The Vintner's Luck (2009)
- Christmas Cupid (2010)
- Legion (2010)
- Passion Play (2010)
- What If... (2010)
- Pak! Pak! My Dr. Kwak! (2011)
- The Adjustment Bureau (2011)
- Henry & Me (2014)
- Noah (2014)
- Winter's Tale (2014)
- The Night Before (2015)
- Angel of the Lord 2 (2016)
- Angels in Notting Hill (2016)
- Fallen (2016)
- A Dark Song (2016)
- Angry Angel (2017)
- Buttons: A Christmas Tale (2018)
- Angels Fallen (2020)
- Christmas on the Square (2020)
- The Asian Angel (2021)

## Îngeri căzuți
- The Horn Blows at Midnight (1945)
- Angel Heart (1987)
- Dark Angel: The Ascent (1994)
- The Devil's Advocate (1997)
- Fallen (1998)
- The Ninth Gate (1999)
- Little Nicky (2000)
- Frailty (2001)
- Ghost Rider (2007)
- A Heavenly Vintage (2009)
- Legion (2010)
- Ghost Rider: Spirit of Vengeance (2012)

## SeriaProfeția
- The Prophecy (1995)
- The Prophecy II (1998)
- The Prophecy 3: The Ascent (2000)
- The Prophecy: Uprising (2005)
- The Prophecy: Forsaken (2005)

## SeriaCorbul
- The Crow (1994)
- The Crow: City of Angels (1996)
- The Crow: Stairway to Heaven (1998)
- The Crow: Salvation (2000)
- The Crow: Wicked Prayer (2005)

## Seriale de televiziune
- Highway to Heaven (1984-1989)
- Touched by an Angel (1994–2003)
- Neon Genesis Evangelion anime (1995-1996)
- Haibane Renmei anime (2002)
- Angel Wars (2004-2009)
- Supernatural (2005-)
- Fallen (2006)
- Tensou Sentai Goseiger (2010)
- Dominion (2014)
- Lucifer (2016-)
- Preacher (2016-)
- Midnight, Texas (2017-)

## Vezi și
- Listă de filme cu demoni